# Арчибалд Форбс
Арчибалд Форбс (на английски: Archibald Forbes) е британски журналист, военен кореспондент в Руско-турската война (1877 – 1878).

## Биография
Арчибалд Форбс е роден на 17 април 1838 г. в Шотландия. Завършва университета в Абърдийн. Служи в Драгунски полк на Британската армия. Напуска военната служба по здравословни причини.
Започва кариера като журналист във вестник „Дейли Нюз“. По време на Френско-пруската война (1870 – 1871) е военен кореспондент във Франция. Работи в Испания и Италия. Отразява Сръбско-турската война (1876).
По време на Руско-турската война (1877 – 1878 е военен кореспондент на „Дейли Нюз“ в Действуващата Руска армия на Балканския полуостров. Непосредствен свидетел на основните военни операции. Отнася се със симпатия към Българската национална кауза. Автор на забележителни военни кореспонденции, за което е награден от руското командване с Орден „Свети Станислав“ III ст. Издава кореспонденциите си от войната в самостоятелно издание „The War Correspondence of the Daily News 1877 – 1878".
След войната работи в Индия, Бирма и Южна Африка. Автор на множество книги за събития, на които е непосредствен очевидец: Форбс А., Макгахан Д., Войната в кореспонденциите на „Дейли Нюз“; Форбс А., Великобритания в Афганистан 1839 – 1842 г., Великобритания в Афганистан 1878 – 1880 г., The History Black Watch. Седемгодишната война в Европа, френска и индийска война, колониална война в Америка и Карибския басейн, нилската експедиция на Наполеон ...; Форбс А., Хол С., Приключенията на британско момче в Руско-турската война 1877 – 1878 г. и др. Често го наричат „Царя на репортажа“.